# لوثر إيميت هولت
لوثر إيميت هولت (بالإنجليزية: Luther Emmett Holt)‏ هو أستاذ جامعي أمريكي، ولد في 4 مارس 1855 في Webster, New York ‏ في الولايات المتحدة، وتوفي في 14 يناير 1924 في بكين في الصين.